# نمایشگاه سده

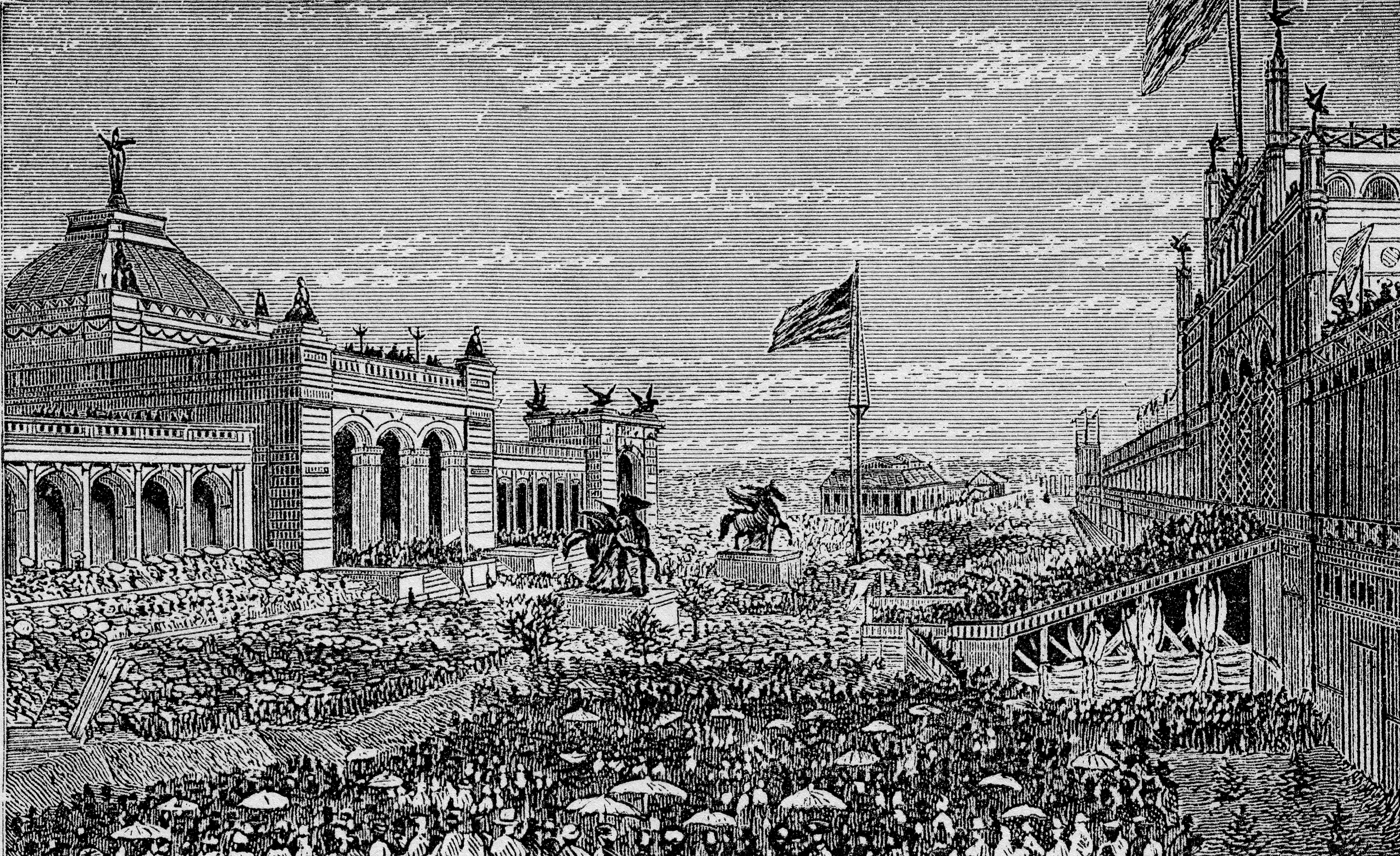
افتتاحیه نمایشگاه جهانی سده

نمایشگاه جهانی سده در ۱۸۷۶ نخستین نمایشگاه جهانی در ایالات متحده آمریکا بود که از ۱۰ مه تا ۱۰ نوامبر ۱۸۷۶ میلادی در فیلادلفیا واقع در پنسیلوانیا برگزار شد. هدف از برگزاری این نمایشگاه، جشن صدمین سال صدور اعلامیه استقلال ایالات متحده آمریکا بود. این نمایشگاه به تفضیل نمایشگاه جهانی هنر، مصنوعات و تولیدات خاک و معدن نیز نامیده شد. مکان نمایشگاه در پارک فیرمونت در طول رودخانه سکوکل قرار داشت. در کل ۱۰ میلیون بازدیدکننده در این نمایشگاه حضور یافتند که معادل ۲۰٪ جمعیت آمریکا در آن زمان بود.